# 抱きしめて (ゴスペラーズの曲)
「抱きしめて」（だきしめて）は、ゴスペラーズの配信限定シングル。
2019年5月17日配信開始。発売元はキューンミュージック。

## 解説
配信限定シングルは前作『3月の翼』から約5年2か月ぶりの2作目。テレビ東京系「金曜8時のドラマ」『執事 西園寺の名推理 2』主題歌。同年10月30日発売の52作目のシングル「VOXers」の4曲目に収録、CD音源化。

## 収録曲
1. 抱きしめて
作詞・作曲:黒沢薫／編曲：宇佐美秀文